# Mix & Genest
Mix & Genest war ein deutscher Hersteller elektrotechnischer Geräte, der sich auf das Telefon und die Vermittlungsstellentechnik konzentrierte. Das 1879 vom Ingenieur Werner Genest mit dem Kaufmann Wilhelm Mix in Berlin-Schöneberg als oHG Mix & Genest, Telegraphenbau-Anstalt und Telegraphendraht-Fabrik gegründete Unternehmen gilt bis heute als Pionier auf dem Gebiet der Schwachstromtechnik und der Signalübermittlung. Nach der Jahrhundertwende (1900) war Mix & Genest auch als Hersteller von Rohrpost- und Förderanlagen weltweit bekannt.
Die oHG wandelte sich 1889 in eine Aktiengesellschaft, wurde 1920 von der Allgemeinen Elektricitäts-Gesellschaft (AEG) übernommen und 1929 an eine Holding der amerikanischen ITT verkauft. Nach dem Zweiten Weltkrieg verlegte die amerikanische Mutter den Sitz nach Stuttgart-Zuffenhausen und verschmolz Mix & Genest zusammen mit der Süddeutschen Apparatefabrik GmbH (SAF) auf ihre deutsche Führungsholding, die wiederum mit der C. Lorenz zur Standard Elektrik Lorenz fusionierte, einem der zehn größten deutschen Unternehmen der 1960er und 1970er Jahre.

## Geschichte

### Überblick
In den 1870er Jahren machte die Technik der Telegrafie schnelle Fortschritte und ab 1876 begann in den Vereinigten Staaten der Siegeszug des Telefons. Werner Genest, Sohn des Kaufmanns und Gastwirts August Genest und dessen Ehefrau Hulda, hatte Maschinenbau an der Gewerbeakademie Berlin studiert und durch eine Anstellung bei den Königlich Preußischen Staatseisenbahnen war ihm eigentlich schon eine höhere Beamtenlaufbahn vorgezeichnet. Als er im Jahr 1877 von den Fernsprechversuchen hörte, die der Generalpostmeister Heinrich von Stephan in Berlin mit zwei von Alexander Graham Bell entwickelten Telefonapparaten durchführen ließ, erkannte er jedoch sofort die weitreichende Bedeutung dieser neuen Technik. Nur zwei Jahre später gab er seinen sicheren Beruf auf, um mit dem Kaufmann Wilhelm Mix am 1. Oktober 1879 die Offene Handelsgesellschaft oHG Mix & Genest, Telegraphenbau-Anstalt und Telegraphendraht-Fabrik in der Prinzessinnenstraße 23, Berlin zu gründen.

### Die frühen Jahre
Unmittelbar nach der Firmengründung begann Werner Genest in zunächst nur ganz kleinem Umfang, in seiner Werkstatt die ersten elektrischen Geräte zu produzieren. Mit anfangs nur wenigen Mitarbeitern fertigte er vor allem sogenannte „Haustelegraphiegeräte“. Dabei handelte es sich vor allem um Klingeln, Druckknöpfe, Läutewerke sowie Fallklappen. Es folgten Wecker, Tableaus, Haustelefone und Feuermelder. Ein weiteres Geschäftsfeld bildeten bald auch Blitzableiteranlagen. Neben der Konstruktion kümmerte sich Genest selbst um Aufträge und Kunden. Aus seiner Erfahrung mit der Großindustrie, die er bei der Eisenbahn gesammelt hatte, zielte er in seinem Unternehmen von Beginn an auf eine wirtschaftliche Mengenfertigung. Zum Ende des zweiten Betriebsjahres hatte sich die Produktion bereits verdreifacht.
Die Entwicklung des Telefons fand zwar in der Wirtschaft am Anfang noch keine große Beachtung, aber mit der Einführung des öffentlichen Fernsprechverkehrs 1881 begann sich die neue Technik aber langsam durchzusetzen. Zumindest die Post war ein großer und dankbarer Abnehmer. Mit dem Erfolg seines Unternehmens hatte Genest die wirtschaftliche Grundlage geschaffen, sich nun intensiver mit der Entwicklung von Fernsprechern und der mit ihrem Betrieb zusammenhängenden Technik zu beschäftigen. Das erste überlieferte Patent stammt vom 29. November 1883 und betraf eine Verbesserung der Polschuhe früher Telefone. Das Wachstum des jungen Unternehmens beschleunigte sich weiter.

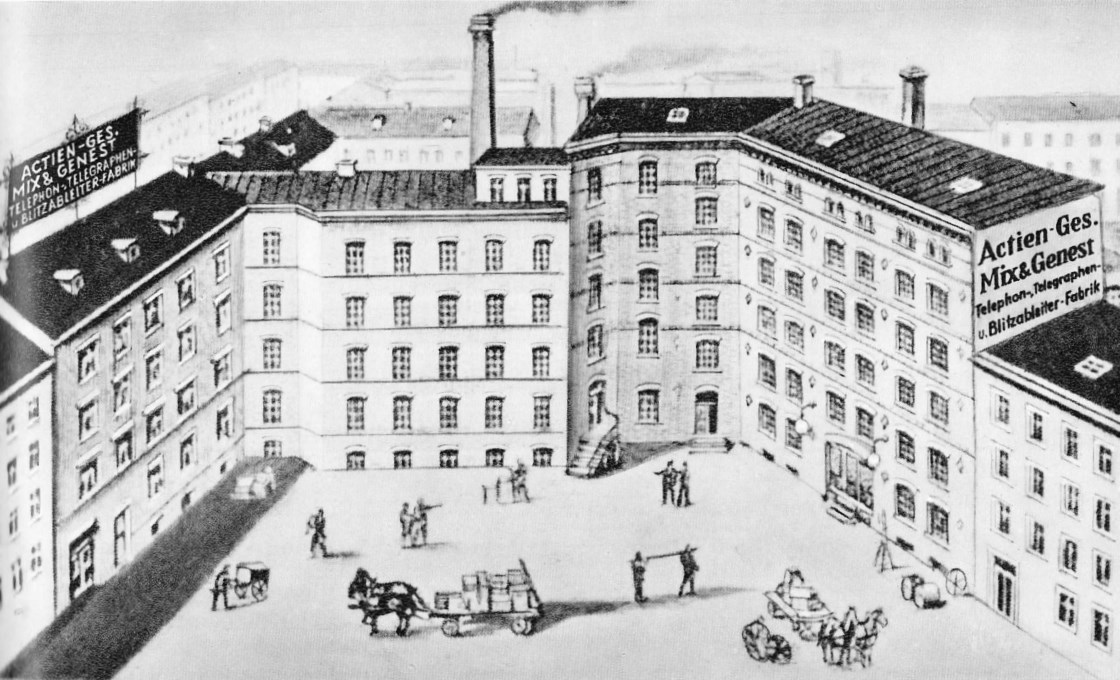
Eine der ersten Fabrikationsstätten in Berlin, Neuenburgerstraße 14a um 1885

Die Produktionsfläche in der Prinzessinnenstraße wurde schnell zu klein. Genest wechselte den Standort des Unternehmens in angemietete Räume in der Wassertorstraße 14 (später auch 34) und erwarb, als die Fertigung dort erneut zu klein geworden war, im Jahr 1884 ein Grundstück in der Neuenburger Straße 14a (Gitschiner Str. 94a), um darauf ein neues Fabrikgebäude nach seinen Vorstellungen zu errichten. Der Firmenname wurde in Telegraphenbau-Anstalt, Telephon- und Blitzableiterfabrik Mix & Genest geändert und die Zahl der Angestellten wuchs auf 120. Im Jahr 1886 übernahm Werner Genest die Geschäftsanteile seines Partners Wilhelm Mix und wurde dadurch Alleineigentümer.
Bei den Fernsprechern produzierte das Unternehmen zunächst Nachbauten des Bell-Telefons. Weil das Gerät aber in der Handhabung sehr umständlich war, abwechselnd zum Sprechen an den Mund und zum Hören ans Ohr gehalten werden musste, entwickelte Mix & Genest als Verbesserung das „Doppeltelefon“ mit zweiteiligem Hörer. Den Nachfolger brachte Mix & Genest als „Mikrotelefon“ bereits 1887, kurz nach der praktischen Einführung des Mikrophons auf den Markt. Die Elektrotechnische Zeitschrift beschrieb das Mikrotelefon in Heft 3 des Jahres 1895 als „aus einem Mikrophon und einem Telephon zusammengesetzter selbständiger Sprechapparat für den Gebrauch am Schreibtisch etc. (1887), welcher seitdem die weiteste Verwendung und Nachahmung erfahren hat“. Tatsächlich folgten der von Mix & Genest gewählten Bauweise fast alle nachfolgenden Telefonapparate bis in die jüngste Vergangenheit. Ebenfalls auf Mix & Genest geht die Weiterentwicklung der zunächst einkontaktigen Mikrophone zum „Walzenmikrophon“ zurück. Da ein einzelner elektrischer Kontakt zur Kohle schnell durch Abnutzung oder Oxidation unbrauchbar wurde, setzte das Unternehmen auf bewegliche Kohlewalzen mit mehreren Kontaktstellen. Die Neuerung wurde von der Reichspost eingeführt und weit verbreitet, allerdings schon bald durch die fortschrittlicheren Kohlekörner-Mikrophone abgelöst. Auch die Reichweite konnte in mehreren Schritten bis zum Jahr 1895 auf 10 km Entfernung zur Zentralstation in größeren Gebäuden oder zur Vermittlungsstelle im Stadt- oder Fernbetrieb gesteigert werden.
Bis zur Jahrhundertwende hatte Mix & Genest auch schon etwa 100.000 Telefonvermittlungszentralen an über 75 größere Ämter geliefert. Dabei handelte es sich vor allem um die zur Anfangszeit üblichen handbedienten Ortsbatterie-Zentralen (vgl. OB-Betrieb). Nachdem jedoch deren Verbindungskabel durch häufiges Umstecken beim Wechsel der Verbindung schnell abgenutzt und entsprechend störanfällig waren, entwickelte Mix & Genest den sogenannten „Pyramidenschrank“. Bei ihm waren die Teilnehmerverbindungen in Form einer Pyramide fest verdrahtet. Die Verbindung zwischen zwei Sprechstellen kam durch Setzen von schnurlosen Stöpseln in die entsprechenden Klinkenbuchsen zustande.
Dem Einfluss von Werner Genest wird zugeschrieben, dass die damalige Reichspostverwaltung ab 1900 das Einrichten von Nebenstellenanlagen durch die Privatindustrie gestattete. Für die Installation und den Betrieb von Fernsprechanlagen galt ein strenges staatliches Monopol. Nach einer neuen Fernsprechgebührenordnung vom 20. Dezember 1899 konnten jeder Amtsleitung bis zu fünf Nebenstellen zugeordnet werden, für die ab sofort die Industrie ihre eigene Technik liefern und beim Kunden aufbauen durfte – natürlich unter strenger Beachtung der Postvorschriften. Schon kurz nach dieser Entscheidung brachte Mix & Genest sein neues System unter dem Namen „Janus“ auf den Markt. Der doppelgesichtige römische Gott Janus war dabei Symbol für die zweiseitige Verbindungsmöglichkeit, entweder nur intern von einem zum anderen Hausapparat, oder vom Hausapparat über die Amtsleitung nach außen, zur Vermittlungsstelle der Post. Anstelle von Schnüren und Stöpseln wurde der „Janus-Kurbelschalter“ eingeführt. In der Kurbelmitte lag die Amtsleitung, die durch entsprechende Drehung und Einrasten der Kurbel entweder in der Stellung „Haus“ getrennt blieb, oder für Gespräche nach außen in der Stellung „Amt“ verbunden werden konnte.
| Hier fehlt eine Grafik, die leider im Moment aus technischen Gründen nicht angezeigt werden kann. Wir arbeiten daran! |

### Actiengesellschaft Mix & Genest, Telephon-, Telegraphen- und Blitzableiter-Fabrik
Die schnelle Ausweitung der Produktion erforderte immer größere Investitionen, so dass sich Wener Genest 1889 entschied, sein Unternehmen in eine Aktiengesellschaft umzuwandeln. Am 16. April 1889 wurde seine Firma als Actiengesellschaft Mix & Genest, Telephon-, Telegraphen- und Blitzableiter-Fabrik mit einem Kapital von 1,2 Mio. Mark eingetragen. Die Aktien stießen auf großes Interesse und das Unternehmen investierte in seine Fabrikation, aber verstärkt auch in den Ausbau des Vertriebs. Im Jahr 1890 gründete Mix & Genest erste Filialen in Hamburg und London, 1897 folgten Köln und Amsterdam. Im aus der Perspektive des Jahres 1884 großzügig angelegten Werk in der Neuenburger Straße arbeiteten zu diesem Zeitpunkt etwa 200 Mitarbeiter und damit war das Gebäude erneut zu klein. 1891 musste in der Brandenburgstraße 6 ein Zweigwerk geschaffen werden, es folgten ausgelagerte Werkstätten in der Neuenburgerstraße 18 und etwas später auch in der Gitschiner Straße 80.
Die Zersplitterung der Fertigung auf mehrere Orte war ein Provisorium und behinderte den Geschäftsablauf. Deshalb errichtete das Unternehmen 1894 in der Bülowstraße 67 eine neue Fabrik in einem vierstöckigen Neubau für bis zu 1000 Beschäftigte. Nach Einweihung im Januar 1895 waren 600 Arbeiter und weitere 60 kaufmännische Angestellte unter der neuen Anschrift tätig. Mit über Transmission an eine 100-PS Dampfmaschine angeschlossenen 250 Werkzeugmaschinen und festen Arbeitszeiten von 52,5 Stunden für Arbeiter und 48 Stunden für Angestellte, galt die Produktion als sehr fortschrittlich. Die Görlitzer Maschinenbauanstalt und Eisengießerei AG erweiterte die Fertigung 1898 durch eine leistungsfähigere, etwa 350 bis 400 PS starke Dampfmaschine. Die Modernisierung und Rationalisierung der Produktion war allerdings auch notwendig, um auf Preissenkungen vorbereitet zu sein, die der zunehmend schärfer werdende Konkurrenzkampf erforderte.

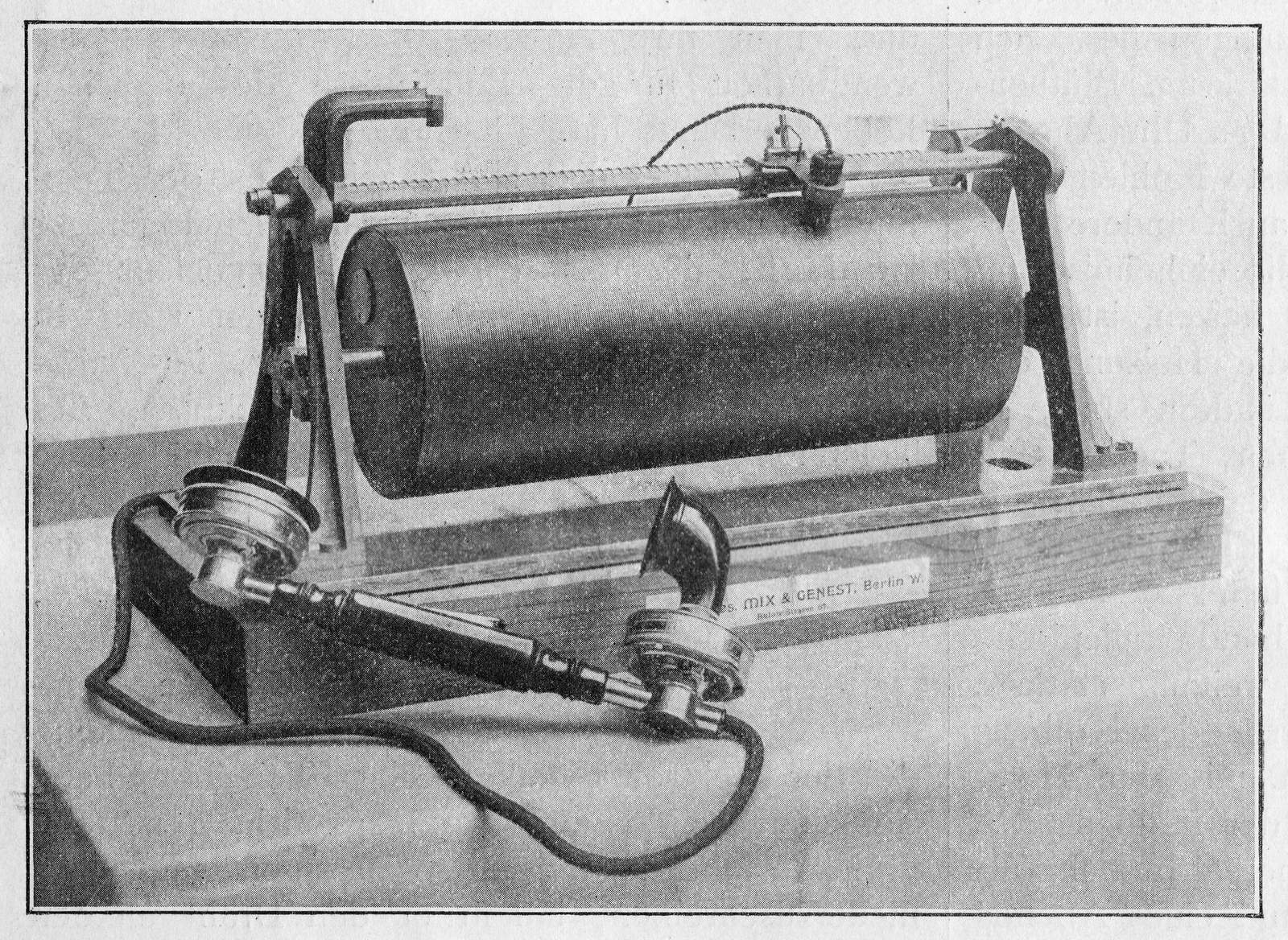
Telegraphon von Mix & Genest in Walzenform, wie es von Poulsen auf der Weltausstellung 1900 in Paris vorgeführt wurde.

Im Spätsommer 1899 wendete sich der dänische Erfinder Valdemar Poulsen an das Unternehmen. Auf Drängen des Aufsichtsrats der von ihm gerade neu gegründeten Aktieselskabet Telegrafonen Patent Poulsen war er auf der Suche nach einem starken Partner für die Weiterentwicklung, Produktion und Vermarktung des von ihm konstruierten ersten funktionsfähigen Geräts zur Aufzeichnung und Wiedergabe von Ton und Sprache durch elektromagnetische Induktion. Seine Erfindung verwendete Stahldraht zur Aufzeichnung und leitete die Entwicklung der Drahttongeräte ein, aus denen schließlich Tonbandgeräte und Kassettenrekorder hervorgegangen sind.
Noch im Winter 1899 wechselte Poulsen mit einer Mehrheit seiner neuen Angestellten von Kopenhagen ins Forschungslabor der Mix & Genest nach Berlin. Die deutschen Techniker, vor allem Hans Zopke und Ernst Ruhmer, leisteten dem dänischen Team bis etwa in den Juni des Jahres 1900 tatkräftige Unterstützung beim Bau eines verbesserten Präsentationsmodells. Diese in der Anfangszeit bei Mix & Genest produzierten Geräte trugen noch die Bezeichnung „Telephonograph“, die Poulsen für seine Erfindung ursprünglich hatte verwenden wollen. Der französische Ingenieur Jules Ernest Othon Kumberg, der einen Anrufbeantworter auf Basis des Phonographen mit Aufzeichnung auf Wachswalze konstruiert hatte, beanspruchte den Namen Telephonograph aber schon für seine Erfindung. Poulsen entschied sich schließlich, für die eigenen Geräte auf die Bezeichnung Telegraphon auszuweichen.
Das mit deutscher Hilfe überarbeitete Modell präsentierte Valdemar Poulsen auf der Pariser Weltausstellung von 1900 im Palais de l’Electricité einer begeisterten Öffentlichkeit und gewann einen Grand Prix, der für die beste Erfindung vergeben wurde. Wilhelm Exner, Direktor des Technologischen Gewerbemuseums in Wien und als Generalkommisär der Österreichischen Abteilung für Paris vor Ort, erwarb sofort ein Exemplar im Namen des Handelsministeriums. Ein Jahr später wurde es mit weiteren österreichischen Erwerbungen für vier Wochen im Kunstsalon Gustav Pisko in Wien ausgestellt und am 12. Oktober 1901 Franz Joseph I., dem Kaiser von Österreich-Ungarn, vorgeführt. Die bei der Vorführung entstandene, etwa 24 Sekunden lange Aufnahme der Stimme des Kaisers, gilt heute als älteste noch erhaltene Magnettonaufzeichnung. Zu diesem Zeitpunkt hatte Poulsen die Zusammenarbeit mit Mix & Genest aber schon beendet, da man sich über die Weiterentwicklung und vor allem deren Finanzierung nicht hatte einigen können.
Trotz anfänglich großer Aufmerksamkeit blieb das Telegraphon wirtschaftlich erfolglos. Neben einer durch starkes Grundrauschen getrübten Aufnahmequalität war vor allem die geringe Lautstärke ein Problem. Die Demonstrationsmodelle waren daher meist mit Kopfhörern versehen. Das technische Prinzip konnte sich erst etwa zwanzig Jahre später, mit Verfügbarkeit der ersten Audioverstärker durchsetzen. Einer der nachfolgenden Pioniere war Curt Stille, der ein von Mix & Genest um 1900 produziertes Telegraphon erworben hatte und auf dessen Basis den „Dailygraph“ entwickelte, der schließlich von Semi Joseph Begun bei C. Lorenz redesignt und ab 1933 als „Textophon“ auch kommerziell erfolgreich wurde.
Das Telefon als Kommunikationsmittel gewann auch für Privatpersonen schnell an Bedeutung. In Post- und Telegraphenanstalten wurden „öffentliche Fernsprechanstalten“ eingerichtet. Die Gebührenerhebung erforderte jedoch einen so hohen Personalaufwand, dass die jeweiligen Dienststellen von der Nachfrage zunehmend überfordert waren. Als Abhilfe stellte Mix & Genest ihre 1891 patentierte „Vorrichtung zur selbsttätigen Gebührenerhebung der Fernsprechstellen“ vor und schuf damit die Grundlage für den schon kurz darauf folgenden Bau der ersten Münzfernsprecher. Im Jahr 1899 wurden in Berlin bereits 100 „Fernsprechautomaten“ betrieben.

### Actiengesellschaft Mix & Genest, Telephon- und Telegraphen-Werke
Um 1900 erweiterte das Unternehmen seine Produktpalette um die Fertigung von Rohrpost- und Förderanlagen, dafür scheint der Blitzableiterbau zurückgegangen zu sein, jedenfalls änderte sich der Namen des Unternehmens am 1. Januar 1900 in Actiengesellschaft Mix & Genest, Telephon- und Telegraphenwerke. Den schnellen Erfolg in diesem neuen Bereich verdankte sie ihrem Chefingenieur Carl Beckmann, der auf Basis eines seiner zahlreichen Patente für die Deutsche Reichspost erstmals Rohrpoststationen mit selbsttätigem Ausschleusen der Büchsen entwickeln konnte. Nach diesem System entstanden die Anlagen in Frankfurt am Main und Bremen, sowie im Jahr 1907 auch Mailand, Rom und Neapel. In dieser Zeit kamen auch die Herstellung bzw. Installation von elektrischen Sicherungen, Verteilertafeln und Sicherungskästen in das Programm. So übertrug der Potsdamer Magistrat die Ausstattung des zu errichtenden Elektrizitätswerkes für die geplante städtische Straßenbahn an Mix & Genest.
Im Jahr 1907, während eines Konjunkturrückgangs, schied Werner Genest aus dem Vorstand aus und wechselte in den Aufsichtsrat, wo er weiterhin beratend tätig war. Im gleichen Jahr bezog der Betrieb seinen gerade fertiggestellten Neubau in der heutigen Geneststraße am Sachsendamm in direkter Nähe zum Bahnhof Papestraße in Berlin-Schöneberg, heute Bahnhof Berlin Südkreuz. Den Bau hatte man 1905 in Auftrag gegeben, als verschiedene Produktionsbereiche trotz laufender Erweiterungen in der Bülowstraße durch Zukauf der Nachbargrundstücke keinen Platz für ihr weiteres Wachstum mehr gefunden hatten und auf angemietete Räume in die Kurfürstenstraße 146 sowie die Gutenbergstraße 3 in Berlin-Charlottenburg ausgewichen waren. Unter seinem neuen Direktor Rudolf Franke war das Unternehmen ab 1908 jedoch zur Reorganisation und erstmals zu scharfen Rationalisierungsmaßnahmen gezwungen. Der unrentabel gewordene Bereich Starkstromarmaturen und -zähler wurde eingestellt, die aus Kundenwünschen entstandene Vielzahl an Produkttypen und Modellen deutlich verringert. Gestärkt wurde hingegen der Vertrieb. Neue Verkaufsstellen entstanden in München, Dresden, Halle, Hannover und Budapest. Sie waren überwiegend mit Technikern und Ingenieuren besetzt und bezeichneten sich als „Technische Büros“. Das Unternehmen hatte schon früh erkannt, dass Fernmeldegeräte nicht so einfach über den Ladentisch zu verkaufen waren und das Verfassen detaillierter Bauanweisungen für Käufer und beauftragte Handwerker zu seiner Spezialität entwickelt. Die 1890 erstmals herausgegebene „Anleitung zum Bau von Schwachstromanlagen“ erschien bis 1929 in acht Folgeauflagen. Seit 1889 unterhielt das Unternehmen eine Installationsabteilung (später Bauabteilung) mit fachlich geschulten Monteuren, ausschließlich für den immer komplizierter werdenden Aufbau und die Inbetriebsetzung von Anlagen beim Käufer.
Im Jahr 1908 gründete Mix & Genest zusammen mit den britisch-amerikanischen Unternehmen Lamson Pneumatic Tube Company und Lamson Store Service Co. Ltd. in London als gemeinsame Gesellschaft die Lamson-Mix & Genest Rohr- und Seilpostanlagen G.m.b.H. Darüber hinaus beteiligte sich Mix & Genest im Jahr 1910 an einer neuen Kabelfabrik, die in den nicht voll ausgenutzten Geschäftsräumen im Neubau in Schöneberg eingerichtet und im Jahr 1914 in die Norddeutsche Kabelwerke A.G. umgewandelt wurde. Rudolf Franke erhielt 1910 den Ruf der Technischen Hochschule Charlottenburg, um den neu geschaffenen Lehrstuhl für Fernmeldetechnik zu übernehmen, weshalb er die Firmenleitung abgab. Nachfolger wurde Martin Kubierschky, bis dahin Vizepräsident der United Railways Investment Co. in Jersey City, Vereinigte Staaten, der wie Firmengründer Werner Genest bei der Eisenbahn zur Nachrichtenübermittlung gekommen war. Die 1908 in eine Depression geratene Wirtschaft führte bei Mix & Genest zu Verlusten und im Jahr 1913 zu einer Zusammenlegung des Grundkapitals im Verhältnis 5:3.
Zwischen 1910 und 1918 erweiterte das Unternehmen seine Produktpalette auf Schreibmaschinen. Die ersten Geräte, nach einer Konstruktion von Emil Schliephack, wurden 1910 gebaut und über die neu gegründete Tochtergesellschaft Titania Mix & Genest Schreibmaschinen GmbH vertrieben. Ab 1913 übernahm die anfangs reine Vertriebstochter auch die Produktion. Das im gleichen Jahr vorgestellte Modell „Titania 3“ soll die erste deutsche Schreibmaschine mit kugelgelagerten Typenhebeln gewesen sein. Im Jahr 1918 wurde die Fertigung mit allen Rechten an die Deutsche Telephonwerke G.m.b.H. verkauft, die in Bleicherode unter dem Namen Titania Schreibmaschinen G.m.b.H. noch bis 1925 produzierte.
Im Ersten Weltkrieg stellte das Unternehmen weitgehend auf Rüstungsproduktion um. Verbindungen ins Ausland waren bald unterbrochen. Die Londoner Filiale war schon vor Kriegsbeginn verkauft und das Gemeinschaftsunternehmen Lamson-Mix & Genest aufgelöst worden. Die deutsche Filiale in Berlin wurde im Jahr 1915 auf Rohr- und Seilpostanlagen G.m.b.H. (Mix & Genest) umbenannt.

### Nach Übernahme durch die AEG
Nach dem Tod von Werner Genest bot im November 1921 die Allgemeine Elektricitäts-Gesellschaft (AEG) den Aktionären einen Aktientausch im Verhältnis 1:1 an, der auf breite Zustimmung stieß. Ab 1922 förderte AEG die weitere Expansion und verringerte die Abhängigkeit von Zulieferern. Unter AEG-Beteiligung gründete Mix & Genest die Lonarit GmbH in Frankenhausen am Kyffhäuser zur Herstellung von Isoliermaterial und eine Holzfabrik in Brandenburg an der Havel, die vor allem den Bedarf an Gehäusen für Vermittlungsschränke vollständig decken konnte. Im Jahr 1922 wurde auch wieder in Berlin gebaut. Das Hauptgebäude in Schöneberg erhielt einen Erweiterungsbau, mit dem die Gesamtnutzfläche des Hauptstandorts auf 40.000 m² anwuchs. Die Deutsche Inflation 1914 bis 1923 und auch die Hyperinflation des Jahres 1923 störte die Entwicklung des Unternehmens nur unwesentlich.
Aus den Vereinigten Staaten hatte Direktor Kubierschky die Technik der Rochester-Wähler mitgebracht. Nach Kriegsende entschied er sich jedoch, bei Mix & Genest ein eigenes Wählsystem zu entwickeln. Die Aufgabe übernahm der Erfinder Friedrich Merk, den Kubierschky als Mitarbeiter für sein Unternehmen gewinnen konnte. Auf Basis der schon 1891 von Almon Strowger erfundenen Hebdrehwähler setzte das Unternehmen eine zusätzliche Kontaktreihe im Anrufsucher ein, wodurch erstmals Staffelschaltungen möglich waren, für die sich als neuer Fachbegriff bald die Bezeichnung „Übergreifen“ durchsetzen konnte. Ende 1921 war die Entwicklung des „Mix & Genest Anrufsuchsystem“ für Ämter und Großnebenstellenanlagen fertiggestellt. Die Reichspostverwaltung hielt jedoch an ihrer lange vorher getroffenen Entscheidung für das „Vorwählersystem“ fest. Mix & Genest konnte seine neu entwickelte Technik daher im Inland nur in Nebenstellenanlagen einsetzen und produzierte ab 1924 für öffentliche Fernsprechämter auch Anlagen nach dem Einheits-Vorwählersystem der Reichspost. Den Durchbruch und seine größten Erfolge feierte das eigene Wählsystem daher im Ausland, vor allem beim 1925 fertiggestellten Bau eines neuen Amts in Riga, der die Bekanntheit des Unternehmens Mix & Genest weltweit nochmal deutlich steigerte.
Mit Beteiligung der AEG gründete das Unternehmen 1926 die Emge-Union in Wien und 1927 die Companhia Telephonica Paranaense Ltda. in Brasilien, die anschließend den Bau und Betrieb des Fernsprechamts in Curitiba übernahm. Unter dem Namen Emgefunk stellte Mix & Genest für ein paar Jahre auch Rundfunkgeräte, Verstärker und Lautsprecher her, die von der Tochtergesellschaft Mix & Genest Hansawerke G.m.b.H. in Hamburg vertrieben wurden.
Das Hauptunternehmen vereinfachte 1927 seinen Namen auf Mix & Genest AG. Als Generaldirektor Martin Kubierschky am 9. April 1929 eine Dienstreise nach Brasilien antrat, erlitt er auf der Überfahrt nach Rio de Janeiro an Bord des Dampfers Cap Arcona einen Herzinfarkt. Er verstarb am 11. Mai 1929. Die AEG entschied sich im gleichen Jahr, die von ihr gehaltenen Unternehmensanteile an Mix & Genest auf die Standard Elektrizitäts-Gesellschaft AG (SEG) zu übertragen, eine Holding, an der auch die Felten & Guilleaume AG (F&G) und die US-amerikanische International Telephone & Telegraph Corporation (ITT) beteiligt war. Durch Ausscheiden der beiden deutschen Partner wurde ITT bis 1934 zur Alleineigentümerin der Holding.

### Nach Übergang zur ITT

Aktie über 100 RM der Mix & Genest AG vom Oktober 1934

Die International Telephone and Telegraph Corporation (ITT) drängte ab Mitte der 1920er Jahre aggressiv auf den europäischen Markt. Nachdem sie von der American Telephone & Telegraph Company (AT&T) im Jahr 1925 deren Tochter International Western Electric und damit die gesamte Geräteproduktion des AT&T-Konzerns außerhalb der Vereinigten Staaten übernommen hatte, war sie damit schon in elf Ländern der führende Hersteller für Telekommunikationsgeräte. Sie benannte die International Western Elektric in ITT Standard Electric Corporation um und baute ihre Stellung in Deutschland durch Übernahme zahlreicher namhafter Hersteller während der Weltwirtschaftskrise weiter aus.
Über die Holding Standard Elektrizitäts-Gesellschaft AG (SEG) in Berlin, auf die auch Mix & Genest übertragen wurde, erwarb ITT in kurzer Folge die C. Lorenz AG, die Telephon-Fabrik Aktiengesellschaft vorm. J. Berliner mit der Marke „Tefag“ und die Ferdinand Schuchhardt, Berliner Fernsprech- und Telegraphenwerk AG mit der Marke „Allradio“. Gemeinsam mit Felten & Guilleaume war sie auch an der Süddeutschen Apparatefabrik GmbH (SAF) in Nürnberg beteiligt. Im Anschluss wurden einige Bereiche und Töchter dieser Firmen strategisch zusammengefasst. Dadurch erhielt Mix & Genest die Telmo Telephon- und Telegraphen GmbH von C. Lorenz, sowie die Deutsche Telephonie AG, deren Anteile bislang die Ferdinand Schuchard gehalten hatte. Darüber hinaus übernahm Mix & Genest das gesamte Mietgeschäft sowohl der genannten Beteiligungen als auch von der SAF. Darüber hinaus förderte die gemeinsame Muttergesellschaft den Austausch von Patenten und die Kooperationen bei den verschiedenen Produktion, ließ aber die verschiedenen Unternehmen vorerst mit ihren jeweiligen Marken auch weiterhin relativ eigenständig am Wettbewerb teilnehmen. Mix & Genest hatte 1930 ca. 3200 Beschäftigte bei einem Umsatz von 21 Mio. RM, das Aktienkapital betrug 1931 16,185 Mio. RM.
Die Unternehmensführung übernahm Walther Max Leser, Direktor der Hydra-Werke AG, der zuvor von 1919 bis 1924 als Chefkonstrukteur bei C. Lorenz, also der neuen Schwestergesellschaft von Mix & Genest gearbeitet hatte. Er konnte einen schweren Einbruch des Geschäfts während der Wirtschaftskrise nicht verhindern. Im Jahr 1933 betrug der Umsatz nur noch 42 Prozent der Größe, die er noch im Jahr 1929 erreicht hatte. Leser kehrte zur Hydra-Werke zurück und die Unternehmensführung ging an Alfred Emil Hoffmann, der schon seit 1921 im Unternehmen war. Im Alter von 28 Jahren hatte er als Oberingenieur den Sprung zum jüngsten Direktor für die neu gegründete Abteilung Automatische Telefonie geschafft und war 1931 zum Technischen Direktor des Unternehmens ernannt worden.

### Zweiter Weltkrieg und Nachkriegszeit
Bei Kriegsende 1945 waren wesentliche Anlagen zerstört. Das Werk in Berlin hatte bei einem Fliegerangriff am 1. März 1943 schwere Bombenschäden erlitten und die übrigen Fabrikationseinrichtungen wurden nach Einnahme der Stadt durch die Rote Armee demontiert. Im Juni 1945 wurde die Arbeit mit 28 Werksangehörigen wieder aufgenommen, um erst mal die Vorbedingungen zur Wiedereinrichtung eines Betriebes zu schaffen. Darüber hinaus verursachte die Berlin-Blockade im Juni 1948 eine einschneidende Behinderung der West-Berliner Wirtschaft, da der Güterverkehr mit den westlichen Besatzungszonen unterbrochen worden war.
Der Mutterkonzern verlegte den Sitz des Unternehmens daher im Jahr 1948 von Berlin nach Stuttgart-Zuffenhausen. Dasselbe geschah auch mit den anderen deutschen Töchtern, die nun nach und nach miteinander verschmolzen. Mix & Genest AG wurde 1954 mit der Süddeutschen Apparatefabrik (SAF) auf die bislang als Holding alle deutschen ITT-Unternehmungen führende Standard Elektrizitätsgesellschaft AG (SEG) verschmolzen. Als eigenständige Anschrift wurde noch für einige Zeit Mix & Genest, Abteilung der Standard Elektrizitätsgesellschaft AG verwendet, bis letztere im Jahr 1956 in Standard Elektrik AG umbenannt wurde. Die Standard Elektrik ging schließlich 1958, zusammen mit der C. Lorenz, in die neu gegründete Standard Elektrik Lorenz (SEL) über. Der Name Mix & Genest diente ab diesem Zeitpunkt nur noch innerhalb des Unternehmens als Abteilungsbezeichnung.

### Nachfolger
Im Februar 1962 meldete die in Ostberlin erscheinende Tageszeitung Neues Deutschland die Verlagerung der Kabelformerei von Mix & Genest aus Berlin-Schöneberg nach Altena. Ein Betriebsteil mit dem Namen Mix & Genest wurde noch 1969 unter der Adresse Geneststraße 5, Westberlin in der ebenfalls in Ostberlin erscheinenden Berliner Zeitung als ein im Westteil aktiver Rüstungsbetrieb benannt. Im Amtlichen Fernsprechbuch für das Ortsnetz Berlin (West) wurde Mix & Genest mit dem Zusatz „Standard Elektrik Lorenz AG Zweigniederlassung Berlin“ letztmalig in der Ausgabe 1976/77 gelistet.
Die Nachfolgerin Standard Elektrik Lorenz AG (SEL) entwickelte sich zu einem der zehn größten deutschen Unternehmen der 1960er und 1970er Jahre, geriet in den 1980er Jahren jedoch in wirtschaftliche Schwierigkeiten und wurde 1986 von ITT an die französische Compagnie Générale d’Électricité verkauft und zerschlagen. Der Kernbereich Telekommunikation wurde bei Alcatel SEL weitergeführt, nach einer Fusion mit den von Lucent eingebrachten Beteiligungen in Nürnberg ab 2007 bei Alcatel-Lucent Deutschland AG, deren Geschäft im Januar 2016 in der finnischen Nokia aufgegangen ist.

## Produkte

Produkte
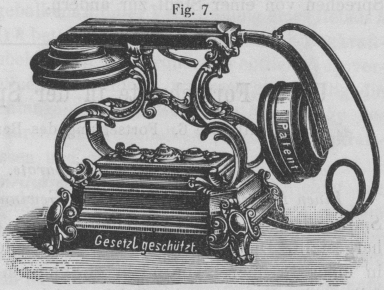
Tischapparat mit „Mikrotelephon“ (Telefonhörer), um 1889
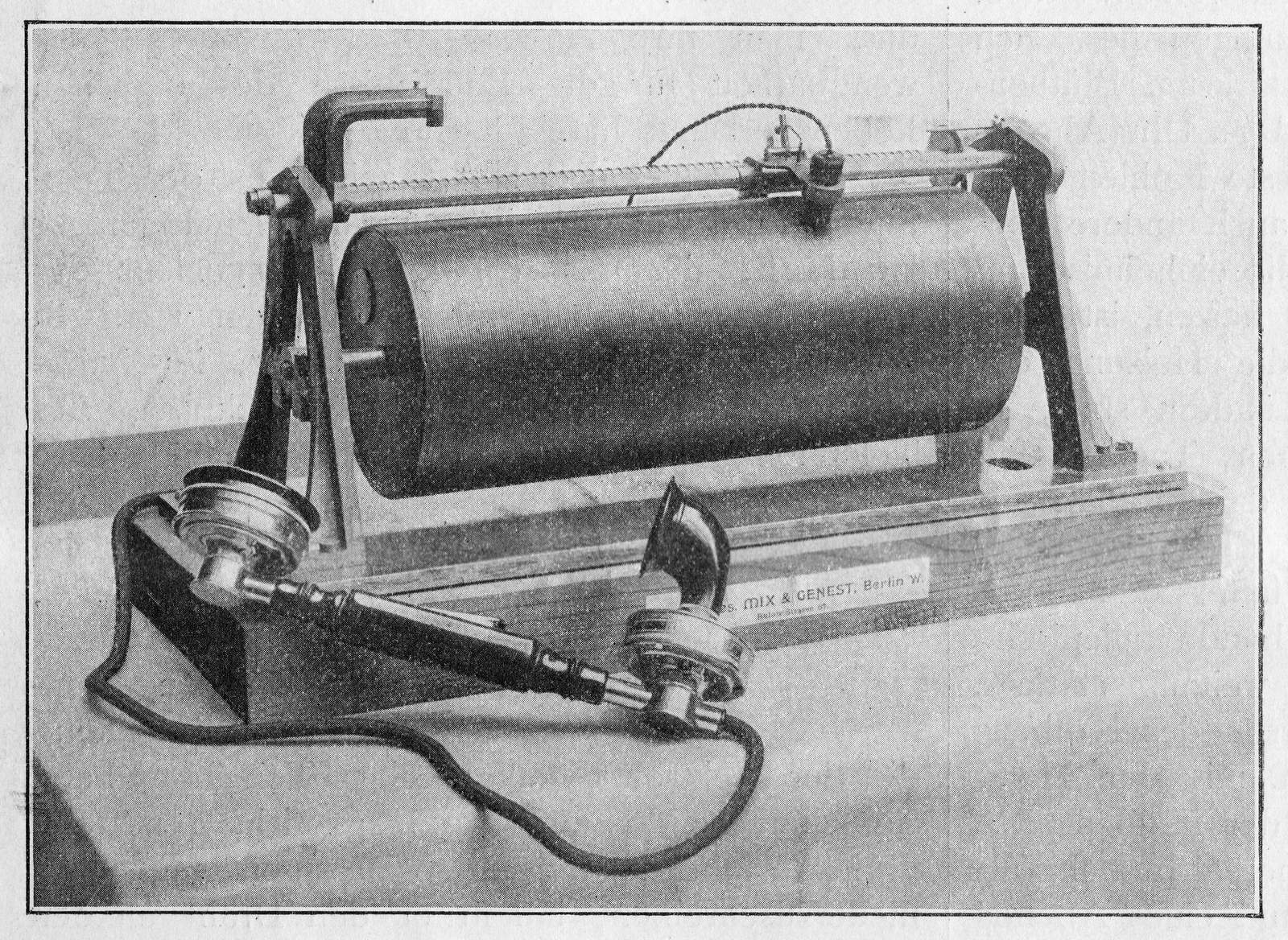
Draht-Telephonograph mit Walze, Mix & Genest, Berlin (1900)
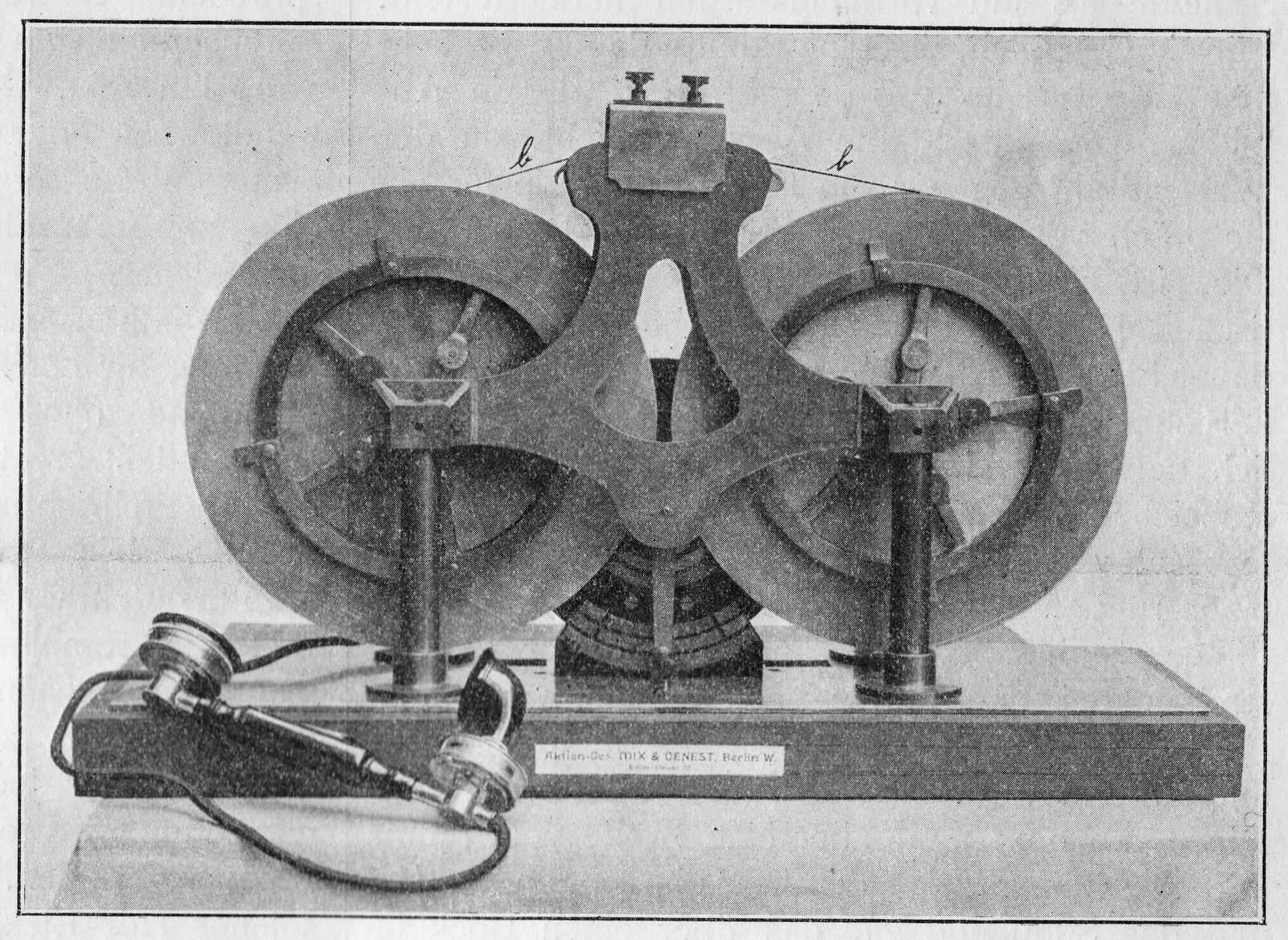
Band-Telephonograph mit Spulen und Stahlband statt Walze und Draht, Mix & Genest Berlin (1900)
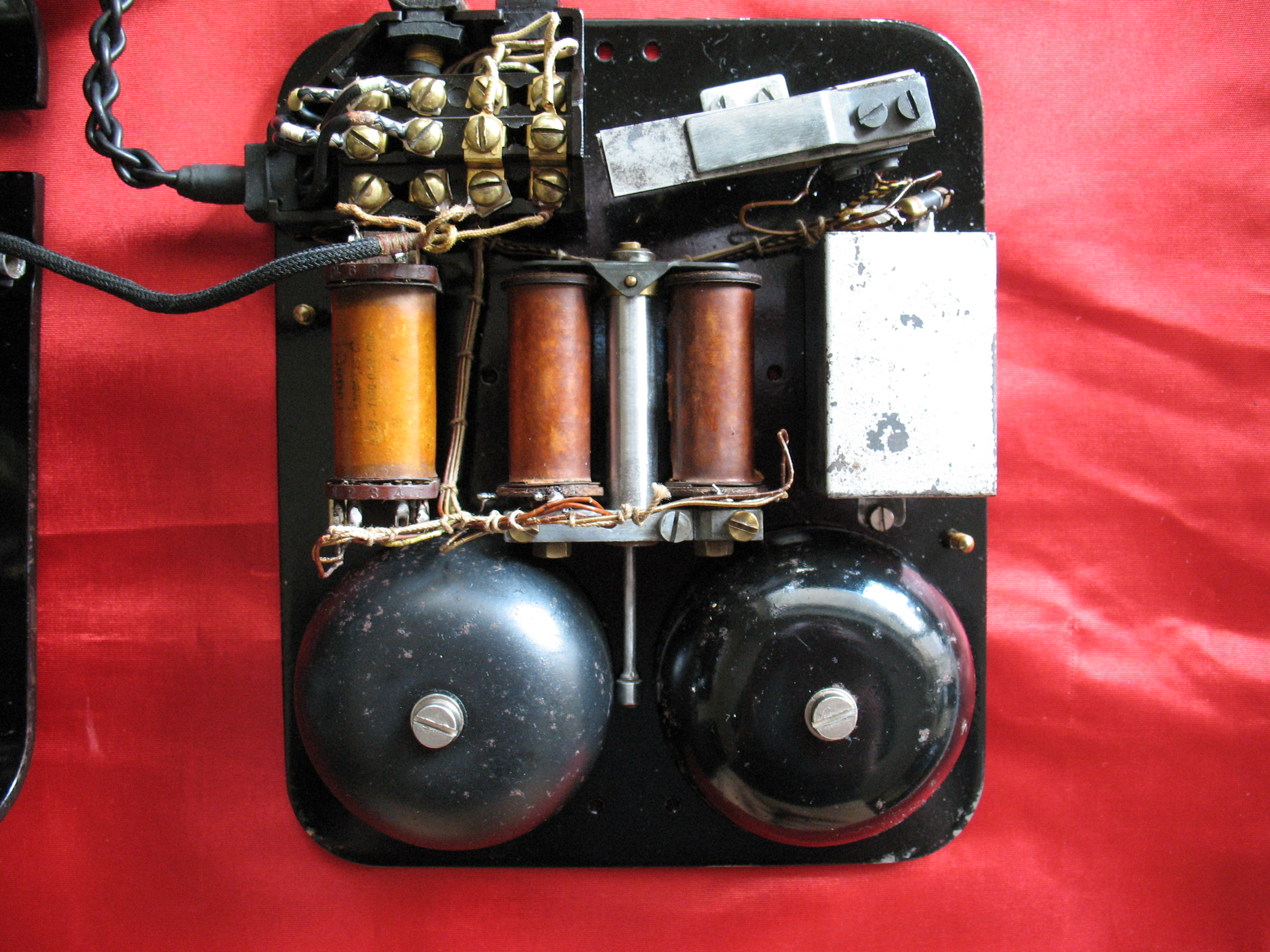
Bestückte Bodenplatte eines Telefons Modell 36, Mix & Genest, produziert nach Ende des Zweiten Weltkrieges

## Trivia
Wie bei vielen anderen Elektroherstellern und ganz besonders der zwischenzeitlichen Muttergesellschaft AEG, waren auch mit diesem Firmennamen Wortspiele üblich, mit denen das Unternehmen vor allem dann, wenn es mit einem seiner Produkte technische Probleme gab, spöttisch „auf die Schippe“ genommen wurde. So soll für Mix & Genest die Bezeichnung als „Mist und geht nicht“ weit verbreitet gewesen sein.